# Atxu Amann y Alcocer
Atxu Amann y Alcocer (Madrid, 25 de octubre de 1961) es una arquitecta española. Es socia del estudio de arquitectura Temperaturas Extremas, que ha obtenido más de cien premios y reconocimientos de obras, en su mayoría obtenidas mediante concursos de arquitectura, expuestas y publicadas en diversas revistas nacionales e internacionales. Directora del Máster Universitario en Comunicación Arquitectónica Archivado el 31 de agosto de 2017 en Wayback Machine., de la Universidad Politécnica de Madrid.

## Trayectoria
Amann y Alcocer es Doctora Arquitecta por la Escuela Técnica Superior de Arquitectura de Madrid (España). Es Técnica Urbanista por el Centro de Estudios Urbanos del I.E.A.L. (M.A.P.). Ha sido becaria de la Technische Universität Darmstadt (Alemania) en CAAD. Ha sido directora de la Revista del Colegio Oficial de Arquitectos de Madrid.
Ha sido directora de los cursos de postgrado de Diseño Editorial para el Fondo Social Europeo. Es Profesora en los cursos de postgrado de Diseño Gráfico Editorial en la Facultad de Bellas Artes (Universidad Complutense de Madrid).
Al finalizar la carrera en 1987, asociada con Andrés Cánovas Alcaraz y Nicolás Maruri Mendoza crearon Temperaturas Extremas.
Desde hace más de veinte años compagina su labor profesional con su actividad docente en la Universidad donde imparte grado y postgrado, conciliando estas dos actividades con su vida personal como pareja y madre de cuatro hijos: Juan, Jaime, Javier y Josetxu.
Actualmente es profesora de la Escuela Técnica Superior de Arquitectura de Madrid, investigadora principal del grupo de investigación de la UPM, Hypermedia, taller de configuración y comunicación arquitectónica y responsable del grupo de innovación educativa del mismo nombre. Además es creadora y coordinadora del Máster Universitario en Comunicación Arquitectónica Archivado el 31 de agosto de 2017 en Wayback Machine. y miembro del Programa de Doctorado en Comunicación Arquitectónica asociado. Dentro de su labor docente destaca el taller experimental Especulacciones: acciones vinculadas al proyectar, que idea e imparte junto con un grupo heterogéneo de docentes y Simulacciones: Actualizaciones reales de lo virtual. La  metodología y resultados pedagógicos de estos talleres, así como de las asignaturas troncales de Dibujo, Análisis e Ideación I y II, la sitúan en la primera línea de innovación dentro de la enseñanza de Arquitectura, siendo un referente para generaciones enteras de estudiantes. En sus propias palabras, sus actividades desde su etapa de estudiante se encuadran en una trayectoria de aprendizaje y extrañamiento continuo, vinculadas a acciones de contenido social e ideológicamente posicionadas hacia la lucha o a la dignificación del mundo, en concreto en el caso de la mujer y las minorías históricamente en desventaja.
Dentro de su labor destacan sus métodos de motivación y cohesión de grupos, desarrollo de habilidades personales y colectivas desconocidas, énfasis en la experimentación y los procesos abiertos y un alto grado de compromiso por parte de todos los agentes involucrados. Sus lemas El fracaso es parte del proceso, Primero acción, después reflexión, De los errores se aprende más que de los aciertos han sido inspiración de muchas carreras brillantes dentro de la ETSAM.
Los últimos años de su actividad docente se han centrado en la investigación e innovación pedagógica, siendo premiada en el año 2010 reconociendo su labor en la creación de nuevas líneas de trabajo transversales y estrategias pedagógicas que conectan el ámbito académico con la realidad social.
Ha sido designada comisaria del Pabellón español para la Bienal de Arquitectura de Venecia 2018.

## Investigación

### La mujer y la casa
En su tesis doctoral, dirigida por Javier Seguí de la Riva, Catedrático Emérito, calificada con sobresaliente cum laude en 2006, expone una profusa investigación acerca del papel de la mujer en la historia enlazando con una genealogía del espacio doméstico: un ensayo que busca establecer vínculos entre las formas de pensamiento, las formas de vida y la vivienda, y concretamente alertar de los cambios fundamentales acontecidos en el mundo occidental el pasado siglo, esto es, la revolución de la información, y sobre todo, de la mujer.
El texto está gestado desde el cuestionamiento histórico, construyendo una ontología del presente, y trata de demostrar que en la relación dialéctica arquitectura—familia, la mujer ha sido la gran ausente de la historia, a la cual no le ha pertenecido históricamente ni el espacio privado ni el público.
Amann sostiene en su ensayo que, si bien la mujer occidental ha logrado en menos de un siglo vaciar de contenidos la casa, la casa “como caparazón de los prejuicios familiares del jefe de familia hacia la mujer y el niño”, no ha llegado a romper la “jaula” que era la casa, simplemente se ha marchado de esta.
"El individualismo de final del siglo XX, es el marco que ha permitido escapar a cada mujer de la ubicación abstracta en la que había sido históricamente situada como totalidad amorfa. El homosexual ha salido del armario, la mujer se ha ido de casa y han entrado en el espacio público de la ciudad global, donde han dejado de ser identificados como “otros” son los que no consumen. En occidente, la casa, al vaciarse  de sus contenidos, ha dejado de ser un territorio moral y simbólico, traducción de una ideología dominante. La arquitectura, en su condición de arte útil, debe dar forma física y semántica a los conflictos de nuestro tiempo, albergando comportamientos, cuyas narraciones desencadenantes apunten a la utopía crítica. Pero a su vez, como vehículo de construcción del entorno, puede ser instrumento de cambio fértil o agente culpable del deterioro del mundo."

## Obras representativas
- 2012. Cubierta para el yacimiento del barrio del foro romano, Cartagena.
- 2010. Museo en Monteagudo, Murcia.
- 2010. 118 viviendas de protección oficial en Coslada, Madrid.
- 2010. Urbanización de la plaza del Centro de Instrucción de Marinería, Cartagena.
- 2009. Valla del Molinete, Cartagena.
- 2008. Restauración Paisajística del embarcadero de El Hornillo, Águilas.
- 2007. 152 viviendas en Mieres, Asturias.
- 2007. Bloque de 72 viviendas privadas en Cartagena, Murcia.
- 2007. Centro de Salud de Cartagena, Murcia.
- 2007. 82 viviendas de protección oficial en Carabanchel, Madrid.
- 2006. Museo de la Muralla Árabe de Santa Eulalia, Murcia.
- 2006. 61 viviendas de protección oficial en Coslada, Madrid.
- 2006. Espacio acondicionado en el Anfiteatro de Cartagena, Murcia.
- 2005. Ascensor panorámico y Refugio-Museo de la Guerra Civil en Cartagena, Murcia.
- 2003. Edificio de 16 viviendas en Lorquí, Murcia.
- 2002. Edificio de viviendas en la Calle Hilarión Eslava, Madrid.
- 2000. Imprenta para Artes Gráficas Palermo en Rivas-Vaciamadrid, Madrid.
- 1997. Edificio de 10 viviendas en Aravaca, Madrid.

## Publicaciones
- 2014 La unidad del híbrido: 118 viviendas en Coslada (Atxu Amann, Andrés Cánovas, Nicolás Maruri) Summa+, ISSN 0327-9022, N.º. 134, págs. 78-87
- 2014  Espacios diferentes en un mundo desincronizado. La velocidad de las arquitectas en la Universidad: ETSAM (Atxu Amann, Maite Borjabad López-Pastor)  ArquitecAs: Primer congreso de investigación en arquitectura y género = 1st Symposium on architecture and gender [Archivo de ordenador] : Sevilla, 20 y 21 de marzo de 2014, 2014, págs. 53-64
- 2013 El tiempo. Nueve.  (Atxu Amann Alcocer) HipoTesis Serie Alfabética, ISSN-e 1989-8576, N.º. 15, 1 págs.
- 2013 Reinventarse o morir. DAI1 en la ETSAM (Atxu Amann Alcocer) EGA: revista de expresión gráfica arquitectónica, ISSN 1133-6137, N.º. 21, 2013(Ejemplar dedicado a: Conversando con Cruz y Ortiz.), págs. 256-262
- 2013 Hacia "augmented home": hitos antecedentes (Atxu Amann Alcocer, Angelique Trachana, M. Grigriadou)Jornadas internacionales de investigación en construcción: vivienda : pasado, presente y futuro : resúmenes y actas, 2013, ISBN 9788472924215
- 2012 Avenida de El Palmar, Murcia: Amann, Cánovas & Maruri (Atxu Amann Alcocer, Andrés Cánovas Alcaraz, Nicolás Maruri Mendoza, ACM arquitectura) AV proyectos, ISSN 1697-493X, N.º. 51, 2012, págs. 56-59
- 2012 Museo Yacimiento de San Esteban, Murcia: Amann, Cánovas & Maruri (Atxu Amann Alcocer, Andrés Cánovas Alcaraz, Nicolás Maruri) Mendoza, ACM arquitectura AV proyectos, ISSN 1697-493X, N.º. 51, págs. 46-47
- 2012 Cubierta de parque arqueológico, Cartagena (Murcia) (Atxu Amann Alcocer, Andrés Cánovas Alcaraz, Nicolás Maruri Mendoza)AV: Monografías, ISSN 0213-487X, N.º 153-154,  (Ejemplar dedicado a: España 2012), págs. 168-175
- 2012 ¿La ciudad hostil? (Atxu Amann Alcocer, Gonzalo Martín Pardo Tirapu) Ángulo Recto: Revista de estudios sobre la ciudad como espacio plural, ISSN-e 1989-4015, Vol. 4, N.º. 1, págs. 203-212
- 2012 Reconstrucción de Lorca, Barrio de la Viña Amann, Cánovas & Maruri: Primer Premio (Atxu Amann Alcocer, Andrés Cánovas Alcaraz, Nicolás Maruri Mendoza, ACM arquitectura) AV proyectos, ISSN 1697-493X, N.º. 50, págs. 4-7
- 2012 Cubierta para el parque arqueológico del Molinete, Parque del Molinete, Cartagena, Murcia (Atxu Amann Alcocer, Andrés Cánovas Alcaraz, Nicolás Maruri Mendoza) Restauración & rehabilitación, ISSN 1134-4571, N.º 116-117, págs. 66-77
- 2011 Huella ferroviaria. Recuperación del embarcadero de El Hornillo, Murcia. (Atxu Amann Alcocer, Andrés Cánovas Martínez, Nicolás Maruri Mendoza) Arquitectura Viva, ISSN 0214-1256, N.º. 136, págs. 62-63
- 2011 Museo de Monteagudo (Murcia) (Atxu Amann Alcocer, Nicolás Maruri Mendoza) AV: Monografías, ISSN 0213-487X, N.º 147-148, 2011 (Ejemplar dedicado a: España 2011), págs. 96-103
- 2011 Dark ladies (Atxu Amann Alcocer, Andrés Cánovas Alcaraz, Nicolás Maruri Mendoza) Arx hasdrubalis: la ciudad reencontrada : arqueología en el Cerro del Molinete, Cartagena : [exposición] / coord. por José Miguel Noguera Celdrán, María José Madrid Balanza, ISBN 978-84-7564-582-7, págs. 248-251
- 2011 Museo de Monteagudo. Murcia. (Atxu Amann Alcocer, Andrés Cánovas Alcaraz, Nicolás Maruri Mendoza) Pasajes de arquitectura y crítica, ISSN 1575-1937, N.º. 117, pág. 38
- 2010 82 viviendas en Carabanchel, Madrid (Atxu Amann Alcocer, Andrés Cánovas Alcaraz, Nicolás Maruri Mendoza) AV: Monografías, ISSN 0213-487X, N.º 141-142, (Ejemplar dedicado a: España 2010), págs. 206-211
- 2010 Viviendas de promoción pública. Coslada (Madrid). España: Temperaturas Extremas (Atxu Amann Alcocer, Andrés Cánovas Alcaraz, Nicolás Maruri Mendoza, ACM arquitectura) AV proyectos, ISSN 1697-493X, N.º. 41, págs. 16-17
- 2010 El tiempo. Uno. (Atxu Amann Alcocer) HipoTesis Serie Alfabética, ISSN-e 1989-8576, N.º. 3 (Hipo C)
- 2009 Arquitectas-Arquitectos (Atxu Amann Alcocer)Arquitectos: información del Consejo Superior de los Colegios de Arquitectos de España, ISSN 0214-1124, N.º. 187,  págs. 40-41
- 2008 Caracola (Javier Seguí de la Riva, Atxu Amann Alcocer) Arquitectos: información del Consejo Superior de los Colegios de Arquitectos de España, ISSN 0214-1124, N.º. 185, pág. 64
- 2008 Museo de Arte Contemporáneo. Cartagena (Murcia): ACM (ACM arquitectura, Andrés Cánovas Alcaraz, Atxu Amann Alcocer, Nicolás Maruri Mendoza )AV proyectos, ISSN 1697-493X, N.º. 26, págs. 12-15
- 2007 61 Viviendas de promoción pública, Coslada (Madrid) (Atxu Amann Alcocer, Andrés Cánovas Alcaraz, Nicolás Maruri Mendoza) ConArquitectura: arquitectura con arcilla cocida, ISSN 1578-0201, N.º. 23, págs.55-66
- 2007 Lugares sin nombre: El futuro del ámbito colectivo (Atxu Amann Alcocer, Andrés Cánovas Alcaraz) Arquitectura Viva, ISSN 0214-1256, N.º. 114, págs. 25-27
- 2007 Adecuación de la muralla árabe (Atxu Amann Alcocer, Andrés Cánovas Alcaraz, Nicolás Maruri Mendoza) Catálogos de Arquitectura, ISSN 1138-2430, N.º. 20, págs. 82-85
- 2007  Regeneración Bahía de Portman: 2º Premio (Atxu Amann Alcocer, Andrés Cánovas Alcaraz, Nicolás Maruri Mendoza) Catálogos de Arquitectura, ISSN 1138-2430, N.º. 20, págs. 112-115
- 2006 Concurso Piscina Municipal Cubierta Climatizada, Mazarrón, Murcia. Tercer premio : sombra de Temperaturas Extremas. (Andrés Cánovas, Atxu Amann, Nicolás Maruri) Future arquitecturas: periódico de concursos de arquitectura, ISSN 1885-8228, N.º 5, pág. 24
- 2006 Master Plan Marina Cope: Segundo premio (Francisco Camino Arias, Andrés Cánovas Alcaraz, Nicolás Maruri Mendoza, Atxu Amann Alcocer) Catálogos de Arquitectura, ISSN 1138-2430, N.º. 18, págs. 120-123
- 2005 El espacio doméstico: la mujer y la casa (Atxu Amann Alcocer) Tesis doctoral dirigida por Javier Seguí de la Riva. Universidad Politécnica de Madrid.
- 2005 AE2005. VIII Bienal de Arquitectura Española. Edificios culturales y ascensor en Cartagena. (Andrés Cánovas, Atxu Amann Alcocer, Nicolás Maruri) Arquitectos: información del Consejo Superior de los Colegios de Arquitectos de España, ISSN 0214-1124, N.º 175, pág. 54
- 2005 Edificios culturales en Cartagena. Murcia (Martín Lejarraga, Andrés Cánovas Alcaraz, Atxu Amann Alcocer, Nicolás Maruri Mendoza) On diseño, ISSN 1695-2308, N.º. 265, págs. 198-211
- 2004 Actuaciones de paisaje en el entorno de la calle Gisbert. Cartagena: 2001-2004, con Atxu Amann, Andrés Cánovas y Nicolás MaruriDocumentos de arquitectura, ISSN 0214-9249, N.º. 57 (Ejemplar dedicado a: Martín Lejarreta), págs. 58-65
- 2004 Edificio de Viviendas en Hilarión Eslava. Madrid (Atxu Amann Alcocer, Andrés Cánovas Alcaraz, Nicolás Maruri Mendoza, Ángel Saura Hernández) Catálogos de Arquitectura, ISSN 1138-2430, N.º. 15, págs. 50-55
- 2004  16 VPP, Lorquí, Murcia. (Atxu Amann, Andrés Cánovas, Nicolás Maruri)  Pasajes de arquitectura y crítica, ISSN 1575-1937, N.º 57, pág. 34
- 2004 Concurso de Edificio de Viviendas en Carabanchel, Madrid. (Atxu Amann, Andrés Cánovas, Nicolás Maruri) Pasajes de arquitectura y crítica, ISSN 1575-1937, N.º 57, pág. 18
- 2004 Torre ascensor y oficinas en Cartagena, Murcia. (Andrés Cánovas, Nicolás Maruri, Atxu Amann) Pasajes de arquitectura y crítica, ISSN 1575-1937, N.º 63, pág. 8
- 2003 Tristes tópicos. Aforismos escuetamente desarrollados sobre las condiciones contemporáneas de la vivienda (Atxu Amann Alcocer, Andrés Cánovas Alcaraz) Catálogos de Arquitectura, ISSN 1138-2430, N.º. 12, págs. 30-33
- 2003 Viviendas de promoción pública en Lorquí (Atxu Amann Alcocer, Andrés Cánovas Alcaraz, Nicolás Maruri Mendoza) Catálogos de Arquitectura, ISSN 1138-2430, N.º. 12, págs. 46-51
- 2003 Acondicionamiento Arquitectónico y Museológico del Augusteum de Cartagena (Atxu Amann Alcocer, Andrés Cánovas Alcaraz, Nicolás Maruri Mendoza) Catálogos de Arquitectura, ISSN 1138-2430, N.º. 13, págs. 110-115
- 2003 Ordenación del C.I.M. Cartagena. Primer Premio del Concurso de Ideas:Concursos (Atxu Amann Alcocer, Andrés Cánovas Alcaraz, Nicolás Maruri Mendoza) Catálogos de Arquitectura, ISSN 1138-2430, N.º. 13, págs. 118-121
- 2003 Concurso de Ideas sobre Vivienda Social : Categoría Futuro. Primer premio. (Atxu Amann Alcocer, Andrés Cánovas, Nicolás Maruri) Arquitectos: información del Consejo Superior de los Colegios de Arquitectos de España, ISSN 0214-1124, N.º 168, pág. 62
- 2002 Torre de ascensor y edificio de oficinas en la calle Gilbert (Atxu Amann Alcocer, Andrés Cánovas Alcaraz, Nicolás Maruri Mendoza, Martín Lejarraga) Catálogos de Arquitectura, ISSN 1138-2430, N.º. 10, págs. 74-79
- 2002 Proyecto de buena vecindad entre la Plaza de Toros y el Anfiteatro Romano. Cartagena (Atxu Amann Alcocer, Andrés Cánovas Alcaraz, Nicolás Maruri Mendoza) Catálogos de Arquitectura, ISSN 1138-2430, N.º. 10, págs. 80-83
- 2002 Auditorio y Centro de Congresos de Cartagena. Segundo Premio (Atxu Amann Alcocer, Andrés Cánovas Alcaraz, Nicolás Maruri Mendoza) Catálogos de Arquitectura, ISSN 1138-2430, N.º. 10, 2002, págs. 118-121
- 2002 Las figuras de la luz (Isidro de Villota, Aurora Galán, Agustín de Celis, José A. de la Vega, Pilar Chías Navarro, Atxu Amann Alcocer, Antonio Verd, Javier Seguí de la Riva) Re-visión, enfoques en docencia e investigación : actas del IX Congreso Internacional [de] Expresión Gráfica Arquitectónica, ISBN 84-9749-019-3, págs. 487-491
- 1998 Hilera de viviendas en Aravaca (Atxu Amann Alcocer, Andrés Cánovas Alcaraz, Nicolás Maruri Mendoza) AV: Monografías, ISSN 0213-487X, N.º 74, (Ejemplar dedicado a: Madrid, Madrid), págs. 80-83
- 1997 Monólogos (Andrés Cánovas Alcaraz, Atxu Amann Alcocer) Catálogos de Arquitectura, ISSN 1138-2430, N.º. 1, 1997, págs. 20-27
- 1996 Concurso Puerta de Coslada (Atxu Amann Alcocer, Andrés Cánovas Alcaraz, Nicolás Maruri Mendoza) Catálogos de Arquitectura, ISSN 1138-2430, N.º. 0, págs. 52-55

## Premios relevantes
- 2012. Premio Nacional de Restauración y Conservación de Bienes Culturales del Ministerio de Educación, Cultura y Deporte por el Parque Arqueológico del Molinete, en Cartagena
- 2012. Nominado al Premio Mies Van der Rohe por la Cubierta en el Molinete.
- 2012. Seleccionado por España para la Bienal Iberoamericana de Arquitectura y Urbanismo por Viviendas en Carabanchel.
- 2011. Premio de Arquitectura de Murcia por el Museo de Monteagudo.
- 2010. Distinción COAM por el Edificio de viviendas en Carabanchel.
- 2009. Premio de Arquitectura de Murcia por el Centro de Salud en Cartagena.
- 2005. Primer Premio Regional EA por el Edificio de ascensores de Cartagena.
- 2005. Primer Premio Regional EA por el Edificio de viviendas en Lorquí, Murcia.
- 2005. Primer Premio de Arquitectura de la Comunidad de Madrid por el Edificio de viviendas en Madrid.
- 2005. Distinción COAM por el Edificio de viviendas en Madrid.
- 2004. Primer Premio de Arquitectura de la Comunidad de Madrid por Artes Gráficas Palermo.
- 2004. Primer Premio Europeo Umicor por el Edificio de viviendas en Madrid.
- 2001. Primer Premio de Urbanismo de la Comunidad de Murcia por el PERI del Molinete.
- 2001. Primer Premio de Arquitectura y Obra pública del Ayuntamiento de Madrid por el libro Oíza- BBV.
- 1999. Primer Premio de Arquitectura de la Comunidad de Madrid 10 VPT en Aravaca.
- 1994. Premio COAM por el Diseño de la exposición "Realidad Virtual".